# Michel Tronc
Pour les articles homonymes, voir Tronc.
Michel Tronc (en occitan et en graphie classique Miquèu Tronc) est un écrivain provençal de langue d'oc du XVIe siècle, né à Salon-de-Provence.
Il est l'auteur de Las Humours à la lourguino. Selon le critique occitan Robèrt Lafont, il pourrait avoir fait partie d'un groupe de poètes provençaux (appelé la Manada) qui se serait opposé à un autre grand poète provençal de l'époque : Louis Bellaud et à son groupe des Arquins.